# سليم حداد
سليم حداد (مواليد 1983 في الكويت)، هو كاتب ومخرج وعامل إغاثة ذي أصول عراقية-ألمانية-فلسطينية-لبنانية. اشتهر بعدما نُشرت له رواية في عام 2016 تحت عنوان جوابا، والتي تسلط الضوء على حياة رجل مثلي في بلد عربي ما، وتلقى إشادات نقدية. كما كتب حداد عن قضايا مجتمع الميم في الشرق الأوسط، وساهم في مختارات "هذا العربي كويري" (2022).

## النشأة
وُلد سليم حداد في مدينة الكويت في عام 1983 لكنه أصوله تعود للعرق اللبناني-الفلسطيني في حين يأتي والده من العراق وأمه من دولة ألمانيا. تلقى تعليمه في الأردن، كندا ثم المملكة المتحدة.

## الكتب
صدرت لحداد رواية جوابا في مارس من عام 2016 بمشاركة مع صحفية أخرى. يحكي الكتاب عن قصة رجل مثلي جنس يعيش في دولة عربية لم يُسمها ويُحاول فيها إقامة حياة لنفسه في خضم الاضطرابات السياسية والدينية. زادت شهرة حداد عقب نشره لتلك الرواية التي انتشرت في كل بقاع العالم حتى وصفتها جريدة النيويوركر بأنها «رواية نابضة بالحياة وموجعة في نفس الوقت». بالنسبة لحداد فهو يُركزُ على نظرية ما بعد الاستعمار كما يهتم بما جاء بعد الثورة من اضطرابات وما إلى ذلك. اهتماماته هذه جعلته -على حد تعبيره- يعيش حالة من التشتت لذلك حاول خلق شيء رائع تجسد في تلك الرواية.
كجزء من مهرجان لندن للأدب حصل حداد على جائزة بولاري لعام 2017، ويتم منح الجائزة سنويًا إلى الكاتب الذي يستكشف المثليين ويتحدث عنهم، سواء من خلال الشعر والنثر أو الخيال أو الروايات غير الخيالية.

## أعمال أخرى
عمل حداد رفقة مجلة سلايت، كما عمل كعامل إغاثة مع منظمة أطباء بلا حدود وغيرها من المنظمات في اليمن وسوريا والعراق. يعيش حاليًا في لندن مع شريكه.